# 조범석
조범석(1990년 1월 9일 ~ )은 대한민국의 전 축구 선수로 포지션은 미드필더였다.

## 개요
신갈고등학교를 졸업하였다.

## 축구인 경력

### 선수 경력
2008년 전남 드래곤즈에 입단하여 K리그에 데뷔했으나, 그 해 단 한차례의 리그 경기에도 뛰지 못했다. 2009년 FC 서울로 이적하였으며 2010 K리그를 앞두고 자유계약선수가 되었다, 2011년 인천 유나이티드로 이적하여 6경기를 뛰고, 2012년 목포시청 축구단으로 이적했다. 2016시즌을 앞두고 부천 FC에 입단했다.